# Жавернан
Жаверна́н (фр. Javernant) — коммуна во Франции, находится в регионе Шампань — Арденны. Департамент — Об. Входит в состав кантона Буйи. Округ коммуны — Труа.
Код INSEE коммуны — 10177.
Коммуна расположена приблизительно в 145 км к юго-востоку от Парижа, в 95 км южнее Шалон-ан-Шампани, в 16 км к югу от Труа.

## Население
Население коммуны на 2020 год составляло 150 человек.
| 1962 | 1968 | 1975 | 1982 | 1990 | 1999 | 2008 | 2020 |
| ---- | ---- | ---- | ---- | ---- | ---- | ---- | ---- |
| 54   | 69   | 76   | 109  | 121  | 113  | 158  | 150  |

## Администрация
| Период | Период | Фамилия         | Партия                              | Примечания |
| ------ | ------ | --------------- | ----------------------------------- | ---------- |
| 1995   | 2008   | Жан-Жак Лоран   | Французская коммунистическая партия |            |
| 2008   |        | Жан-Жак Монтань |                                     |            |

## Экономика
В 2007 году среди 102 человек в трудоспособном возрасте (15—64 лет) 78 были экономически активными, 24 — неактивными (показатель активности — 76,5 %, в 1999 году было 75,9 %). Из 78 активных работали 70 человек (41 мужчина и 29 женщин), безработных было 8 (3 мужчины и 5 женщин). Среди 24 неактивных 2 человека были учениками или студентами, 14 — пенсионерами, 8 были неактивными по другим причинам.

## Достопримечательности
- Церковь XVI века. Памятник истории с 1926 года[3]